# Paul Vinogradoff

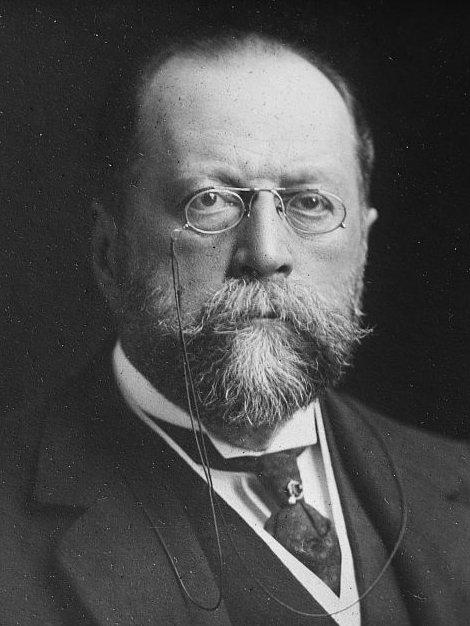
Sir Paul Vinogradoff

Sir Paul Vinogradoff, ursprungligen Pavel Gavrilovitj Vinogradov (ryska: Павел Гаврилович Виноградов), född 30 november (gamla stilen: 18 november) 1854 i Kostroma, död 19 december 1925 i Paris, var en rysk-brittisk historiker.
Vinogradov studerade för Theodor Mommsen i Berlin och samlade i Italien material till sin första akademiska avhandling, De feodala förhållandenas utveckling i Lombardiet (1880) och utnämndes 1884 till professor i historia vid Moskvauniversitetet. På grund av konflikt med undervisningsministern Pjotr Vannovskij tog han avsked från professuren 1902 och utnämndes 1903 till juris professor i Oxford. Åren 1908-11 bestred han därjämte sin återtagna professur i Moskva. Han ansågs på sin tid vara en av Europas främsta medeltidskännare. År 1917 tilldelades han brittiskt adelskap. 
Vinogradov författade bland annat Villainage in England (1892), ett banbrytande arbete, i vilket han uppvisade, att den normandiska tidens "villain" (livegen) direkt härstammade från de anglosaxiska perioderna "freeman" (den fria bonden), Growth of the Manor (1905; ny upplaga 1911), English Society in the Eleventh Century (1908), Roman Law in Medieval Europe (1909), Common Sense in Law (1914), Self-Government in Russia (1915), Outlines of Historical Jurisprudence (I–II, 1920–1922) och Historical Jurisprudence (1923) samt redigerade "Oxford Studies in Social and Legal History" (fem band, 1909 ff.) och "Essays in Legal History" (1913).